# Michael Christoph Emanuel Hagelgans
Michael Christoph Emanuel Hagelgans (* um 28. März 1725 in Darmstadt; † 25. September 1766 ebenda) war ein deutscher Maler.

## Leben und Werk
Hagelgans machte eine Ausbildung bei dem Darmstädter Hofbildnismaler Johann Christian Fiedler. Danach ging er auf Wanderschaft, reiste ins Ausland („Welschland“) und besuchte einige Galerien.
Seit dem Jahr 1755 war er Hofmaler des Herzogs Karl von Lothringen in Wien. 1761 ernannte Kaiserin Maria Theresia ihn zum Hofkammermaler, „jedoch ohne Hofbesoldung und Hofquartier“. In dieser Zeit entstanden Bildnisse der Kaiserin (nach Martin van Meytens), von Kaiser Franz I. Stephan, der Erzherzogin Maria Anna, des Grafen Keyserling und anderer prominenter Wiener Persönlichkeiten. Noch 1765 wurde Michael Hagelgans unter den kaiserlich-königlichen Hofkammermalern in Wien aufgeführt.
Für den 25. September 1766 sind sein Tod und die Beerdigung in Darmstadt bezeugt (Frag- und Anzeigeblatt).
Das Werk von Hagelgans ist nur wenig erforscht. Porträts von seiner Hand befinden sich auf Schloss Wolfsgarten bei Langen.
Ein im Jahr 1764 gemaltes Bildnis von Ernst II. Herzog von Sachsen-Gotha-Altenburg ist 1914 in Gotha nachgewiesen.
Das Museum Jagdschloss Kranichstein besitzt ein signiertes Stillleben „Erlegte Vögel“ (nach 1746).

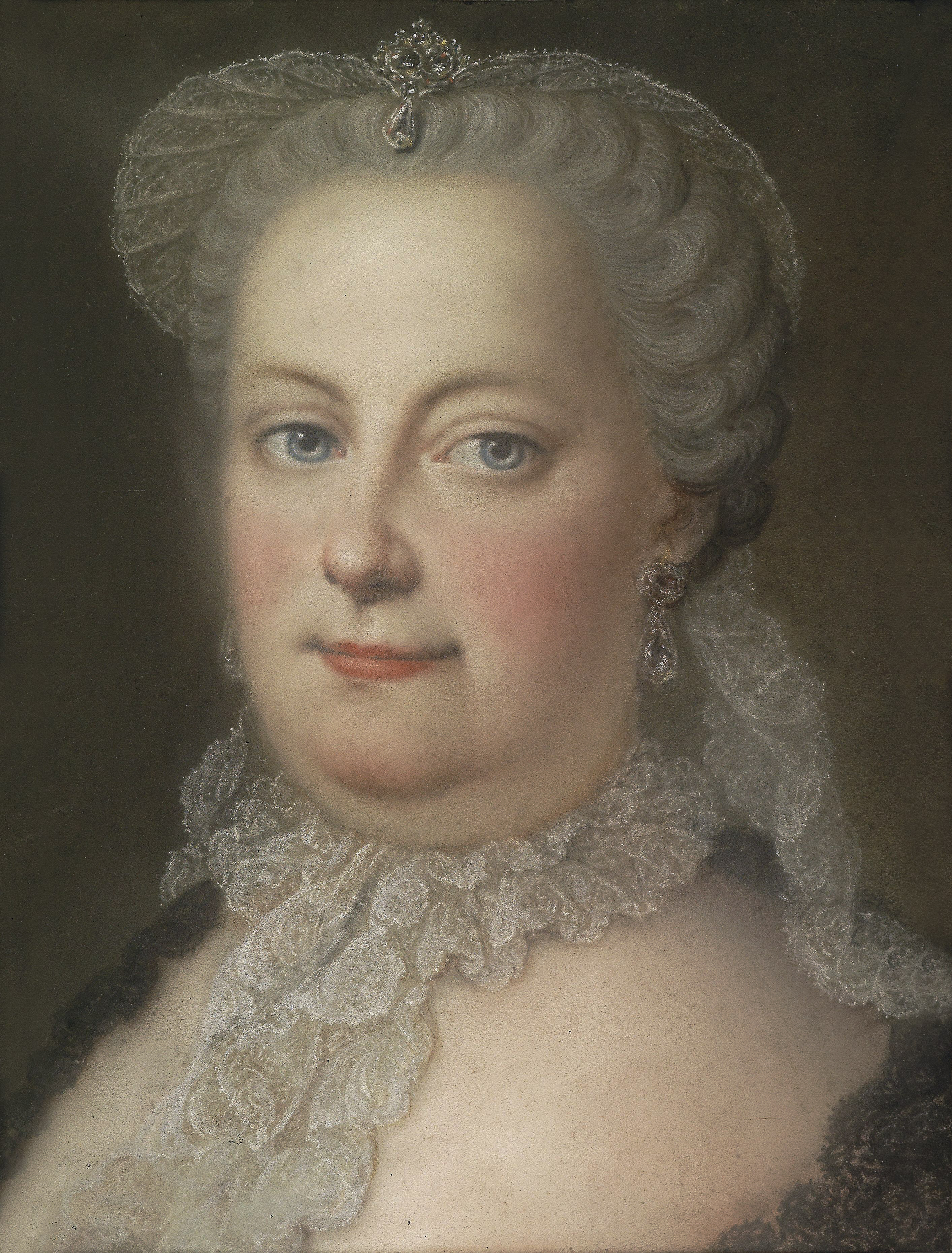
Portrait von Maria Theresia, 1762
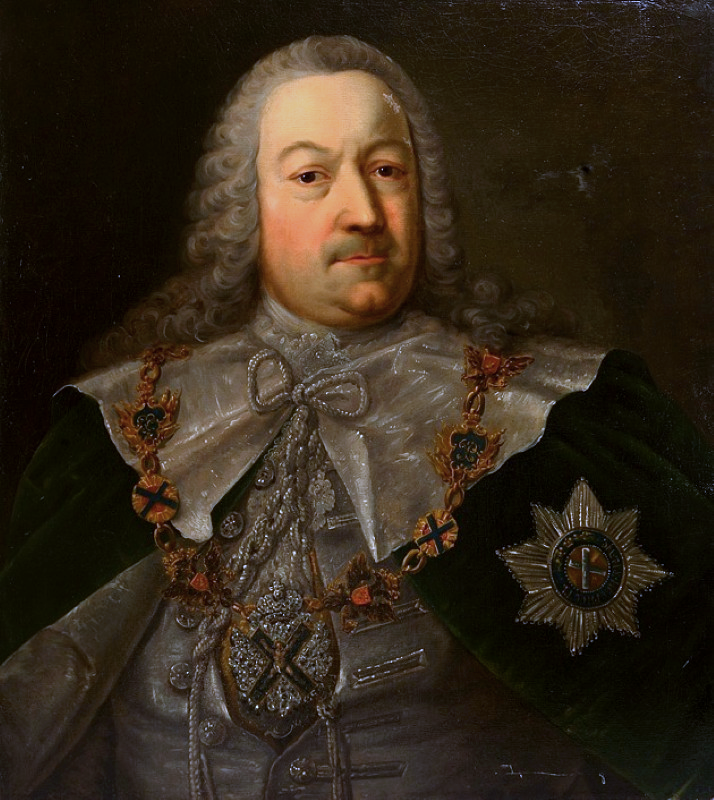
Portrait Hermann Carl von Keyserlingk, Öl auf Leinwand, 62 × 71 cm